# Sivert Mannsverk
Sivert Heggheim Mannsverk (Øvre Årdal, 8 maggio 2002) è un calciatore norvegese, centrocampista dello Sparta Praga in prestito dall'Ajax.

## Carriera

### Club
Mannsverk è cresciuto nelle giovanili dell'Årdalstangen, per poi entrare a far parte di quelle del Sogndal nel 2016. Ha contribuito alla vittoria finale del Norgesmesterskapet G19 2018. È stato aggregato in prima squadra a partire dalla stagione 2018, senza disputare alcun incontro. Il 1º febbraio 2019 ha firmato un contratto professionistico con il Sogndal, valido fino al 31 dicembre 2021. Ha esordito in 1. divisjon il 7 aprile 2019, quando è stato schierato titolare nella sconfitta subita sul campo dell'Ullensaker/Kisa col punteggio di 3-0. Il 18 settembre successivo è arrivata la prima rete, nel 2-2 maturato in casa dello Skeid.
Il 28 luglio 2021 è stato annunciato il passaggio di Mannsverk al Molde. L'8 agosto ha quindi debuttato in Eliteserien, subentrando a Magnus Wolff Eikrem nella vittoria interna per 5-4 sull'Haugesund. Il 1º maggio 2022 ha segnato la rete che ha sancito la vittoria del Molde sul Bodø/Glimt per 1-0, assegnando alla sua squadra la vittoria finale del Norgesmesterskapet. Dieci giorni più tardi, l'11 maggio, ha trovato il primo gol nella massima divisione locale: è stato infatti autore di una marcatura nel successo per 3-0 sull'Odd.
Il 1º settembre 2023, Mannsverk si è trasferito agli olandesi dell'Ajax, a cui si è legato fino al 30 giugno 2028.
Il 28 gennaio 2025 passa in prestito al Cardiff City.
Il 20 agosto 2025 si trasferisce in prestito allo Sparta Praga.

### Nazionale
Mannsverk ha esordito per la Norvegia under 21 in data 12 novembre 2021: è stato schierato titolare nella vittoria per 3-1 arrivata contro la Finlandia.
Il 31 maggio 2023 è stato incluso tra i convocati del commissario tecnico Leif Gunnar Smerud in vista dell'imminente campionato europeo Under-21.

## Statistiche

### Presenze e reti nei club
Statistiche aggiornate al 2 novembre 2024.
| Stagione       | Club           | Campionato     | Campionato | Campionato | Coppe nazionali | Coppe nazionali | Coppe nazionali | Coppe continentali | Coppe continentali | Coppe continentali | Supercoppe | Supercoppe | Supercoppe | Totale | Totale |
| Stagione       | Club           | Comp           | Pres       | Reti       | Comp            | Pres            | Reti            | Comp               | Pres               | Reti               | Comp       | Pres       | Reti       | Pres   | Reti   |
| -------------- | -------------- | -------------- | ---------- | ---------- | --------------- | --------------- | --------------- | ------------------ | ------------------ | ------------------ | ---------- | ---------- | ---------- | ------ | ------ |
| 2019           | Sogndal        | 1D             | 16         | 1          | CN              | 2               | 0               | -                  | -                  | -                  | -          | -          | -          | 18     | 1      |
| 2020           | Sogndal        | 1D             | 27+2       | 4          | -               | -               | -               | -                  | -                  | -                  | -          | -          | -          | 29     | 4      |
| gen.-lug. 2021 | Sogndal        | 1D             | 7          | 1          | CN              | 0               | 0               | -                  | -                  | -                  | -          | -          | -          | 7      | 1      |
| Totale Sogndal | Totale Sogndal | Totale Sogndal | 50+2       | 6          |                 | 2               | 0               |                    | -                  | -                  |            | -          | -          | 54     | 6      |
| ago.-dic. 2021 | Molde          | ES             | 14         | 0          | CN              | 6               | 1               | UECL               | 2                  | 0                  | -          | -          | -          | 22     | 1      |
| 2022           | Molde          | ES             | 25         | 1          | CN              | 4               | 0               | UECL               | 12                 | 3                  | -          | -          | -          | 41     | 4      |
| gen.-ago. 2023 | Molde          | ES             | 16         | 3          | CN              | 2               | 0               | UCL                | 6                  | 0                  | -          | -          | -          | 24     | 3      |
| Totale Molde   | Totale Molde   | Totale Molde   | 55         | 4          |                 | 12              | 1               |                    | 20                 | 3                  |            | -          | -          | 87     | 8      |
| set. 2023-2024 | Jong Ajax      | EED            | 3          | 0          | -               | -               | -               | -                  | -                  | -                  | -          | -          | -          | 3      | 0      |
| set. 2023-2024 | Ajax           | ED             | 13         | 0          | CO              | 0               | 0               | UEL+UECL           | 0+3                | 0+0                | -          | -          | -          | 16     | 0      |
| 2024-2025      | Ajax           | ED             | 2          | 0          | CO              | -               | -               | UEL                | 0                  | 0                  | -          | -          | -          | 2      | 0      |
| Totale Ajax    | Totale Ajax    | Totale Ajax    | 15         | 0          |                 | 0               | 0               |                    | 3                  | 0                  |            | -          | -          | 18     | 0      |
| gen.-giu. 2025 | Cardiff City   | FLC            | 14         | 0          | FACup+CdL       | 1+0             | 0               | -                  | -                  | -                  | -          | -          | -          | 15     | 0      |
| Totale         | Totale         | Totale         | 139        | 10         |                 | 15              | 1               |                    | 20                 | 3                  |            | -          | -          | 177    | 14     |

## Palmarès

### Club

#### Competizioni giovanili
- Norgesmesterskapet G19: 1

Sogndal: 2018

#### Competizioni nazionali
- Coppa di Norvegia: 1

Molde: 2021-2022